# 全国人民代表大会热河省代表团
全国人民代表大会热河省代表团，简称全国人大热河代表团，是指中华人民共和国全国人民代表大会内代表热河省人民行使国家立法权的代表团。
1954年，热河省第一届全国人大代表名额为7人，由热河省人民代表大会选举产生。1955年热河省撤销后，该代表团亦随之撤销。

## 历史
热河省，为中国共产党在1945年9月成立的省级行政区。中华人民共和国建国后，于1955年7月30日撤销该省，前后存在10年。
建国初期，中华人民共和国乡级以上人民代表大会代表选举采取间接、差额选举模式产生，选举热河省全国人大代表的热河省人大代表由各地级行政区的人大选举产生，地级人大代表由县级人大产生，县级行政区的人大代表则由直接选举产生的乡级行政区人大代表选举。
1953年，热河省举行了首次全国人民代表大会代表间接选举，共产生7名全国人大代表。

## 历届热河省全国人大代表
| 选举 | 届次   | 代表                                                 | 席位 |
| ---- | ------ | ---------------------------------------------------- | ---- |
| 1954 | 第一届 | 王国权、李耀先、栗德萃、杨雨民、尔德尼、赵斌、刘长贵 | 7    |